# Angie Bray
Angela Lavinia Bray, baronne Bray de Coln (née le 13 octobre 1953) est une femme politique du Parti conservateur britannique qui est membre de l'Assemblée de Londres pour West Central de 2000 à 2008, et députée pour Ealing Central et Acton de 2010 à 2015. Elle siège à la chambre des lords depuis novembre 2022.

## Jeunesse et carrière
Bray est née à Croydon de Benedict Eustace Charles Tevery Bray et Patricia Measures qui résident sur l'île de Man. Elle fait ses études à la Downe House School de Thatcham, puis à l'Université de St Andrews, où elle étudie l'histoire médiévale.
En 1979, elle rejoint le British Forces Broadcasting Service à Gibraltar ; un an plus tard, elle rejoint LBC Radio en tant que présentatrice, productrice et journaliste.

## Carrière politique
Elle est employée comme chef de la radiodiffusion au Bureau central conservateur à partir de 1989. Elle est attachée de presse pour la campagne à la direction de John Major en 1990. Au cours de la campagne des élections générales de 1992, elle est attachée de presse de Chris Patten, président du Parti conservateur. Elle est de nouveau au bureau de presse du parti lors de la campagne électorale de 2005, après quoi elle travaille comme consultante en affaires publiques.
Bray se présente sans succès à East Ham aux élections générales de 1997, terminant deuxième derrière Stephen Timms. Elle est membre de l'Assemblée de Londres pour le centre-ouest de Londres de 2000 jusqu'à sa démission en 2008, devenant chef du groupe conservateur à l'Assemblée à partir de 2006. Elle est placée sur la « A-List » des candidats du Parti conservateur pour les élections générales de 2010. Elle gagne dans la circonscription d'Ealing Central et d'Acton.
Après l'élection de Bray au Parlement, elle est nommée secrétaire parlementaire privée du ministre du Cabinet, Francis Maude.
Elle est limogée de ses fonctions de secrétaire parlementaire privée en juillet 2012, après avoir voté contre un projet de loi du gouvernement de coalition sur la réforme de la Chambre des lords.
Elle perd son siège aux élections générales de 2015.
Le 14 octobre 2022, dans le cadre des honneurs politiques de Boris Johnson en 2022, Bray est nommée pair à vie. Le 8 novembre 2022, elle est créée baronne Bray de Coln, de Coln St. Aldwyns dans le comté de Gloucestershire.